# Henry Gantt
Henry Laurence Gantt (Contea di Calvert, 20 maggio 1861 – Montclair, 23 novembre 1919) è stato un ingegnere meccanico statunitense.
È noto principalmente per aver ideato negli anni dieci del 1900 il Diagramma di Gantt, strumento grafico per la rappresentazione sull'asse temporale delle attività che concorrono al completamento di un progetto, permettendone così la programmazione ed il controllo dell'avanzamento. Tale diagramma è stato impiegato nella pianificazione di importanti opere quali la Diga di Hoover (costruita nel 1931-1935 nel Black Canyon del fiume Colorado), ed il sistema di autostrade interstatali statunitensi (1956 - ).
Il Diagramma di Gantt è ancor oggi uno dei più importanti strumenti nell'ambito della gestione dei progetti, ed Henry Gantt è conosciuto come il progenitore delle tecniche di programmazione e controllo.

## Biografia
Gantt nacque negli Stati Uniti d'America, nella contea di Calvert nel Maryland. Già da giovane dimostrò di possedere uno spiccato talento analitico. Studiò alla McDonogh School, e quindi all'università Johns Hopkins College di Baltimora. Prima di diventare ingegnere meccanico e consulente di management lavorò come insegnante e come disegnatore.
Nel 1887 si unì a Frederick Winslow Taylor (il padre del taylorismo), collaborando con lui fino al 1893 nel campo del management scientifico presso la Midvale Steel e la Bethlehem Steel, una delle più importanti acciaierie statunitensi, in Pennsylvania.  Annoverò tra i suoi clienti anche il governo degli Stati Uniti, per la costruzione delle navi militari durante la prima guerra mondiale.
Nell'ultima parte della sua carriera, oltre allo sviluppo del diagramma che porta il suo nome, si occupò anche di sistemi di incentivazione nell'ambito delle retribuzioni, e sviluppò alcuni metodi per la misurazione dell'efficienza e della produttività dei lavoratori.

## Premio
Per onorare la memoria di Gantt, l'associazione statunitense degli ingegneri meccanici (American Society of Mechanical Engineers – ASME) ha istituito il premio Henry Laurence Gantt Medal, che viene attribuito annualmente ad una persona che si è distinta particolarmente nel campo del management o dei servizi sociali.